# Kournas (jezioro)
Kournas (gr. Κουρνά) – jedyne naturalne słodkowodne jezioro w zachodniej części Krety, w pobliżu północnego wybrzeża tej wyspy. Jezioro Kournas jest obszarem włączonym do programu ochrony przyrody Natura 2000.
Jezioro leży na wysokości ok. 20 m n.p.m., jego długość maksymalna to 1087 m, szerokość maksymalna 880 m, obwód jeziora wynosi około 3,5 km, maksymalna głębokość sięga 21,5 m, natomiast powierzchnia 0,579 km². Na południowym zachodzie jeziora znajduje się rezerwat przyrody.
Z ryb w wodach jeziora występuje węgorz europejski (Anguilla anguilla), ateryna Boyera (Atherina boyeri) i ślizg słodkowodny (Salaria fluviatilis). Zaobserwowano również karasia chińskiego (Carassius auratus), którego obecność przypisywana jest działaniu człowieka, innym obcym gatunkiem jest gambuzja pospolita (Gambusia affinis), introdukowana w celu zwalczania komarów.
Żyją tu gatunki gadów, takie jak jaszczurka trójpręga (Lacerta trilineata) i wąż koci (Telescopus fallax). Z ptaków spotkać można gatunki: podgorzałka zwyczajna (Aythya nyroca), czapla purpurowa (Ardea purpurea), czapla biała (Ardea alba), hełmiatka zwyczajna (Netta rufina), ibis kasztanowaty (Plegadis falcinellus) i kormoran zwyczajny (Phalacrocorax carbo).
Na terenie wokół jeziora występuje makia z roślinami takimi jak dąb skalny (Quercus coccifera), szarańczyn strąkowy (Ceratonia siliqua), mirt zwyczajny (Myrtus communis) oraz oliwka europejska (Olea europaea).